# Danny Alves
Daniel Miguel Alves Gomes känd som Danny, född 7 augusti 1983 i Caracas, Venezuela, är en portugisisk före detta fotbollsspelare, offensiv mittfältare. Han spelade mellan 2008 och 2016 för Portugals landslag.

## Karriär

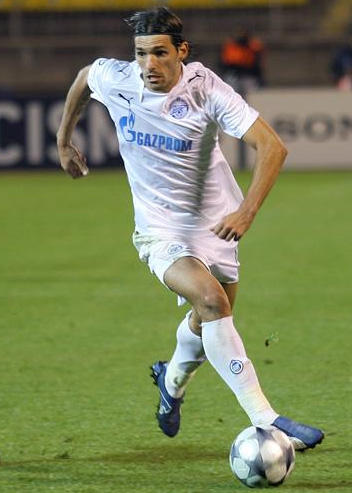
Danny i en match mot Real Madrid i Champions League.

Danny föddes i en portugisisk familj och flyttade i tidig ålder med sin familj till Madeira, Portugal. Det var här han började spela fotboll i CS Marítimo. Danny fick sitt genombrott i slutet på säsongen 2001/2002, då han gjorde 5 mål på 20 matcher. Han skrev senare på för Sporting Lissabon för 2,1 miljoner euro, men han lånades sedan ut tillbaka till Marítimo. 2005 värvades han till det ryska fotbollslaget Dynamo Moskva som spelar i Ryska Premier League. Där han blev utsedd till "Dynamos bäste spelare 2005".
Danny har också spelat i Portugals U-21 landslag och medverkade vid bland annat Olympiska sommarspelen i Aten 2004. Han gjorde sin debut i det Portugisiska landslaget 20 augusti 2008 mot Färöarna. Den 24 augusti, 2008 bytte Danny klubb till Zenit St. Petersburg för en rekordsumma på 30 miljoner euro vilket gjorde övergången till den dyraste i Ryska Premier Leagues historia.

## Meriter
- 2008 — Guld UEFA Super Cup
- 2010 — Vinnare av Ryska cupen
- 2010 — Vinnare av Premjer-Liga
- 2011 — Vinnare av Ryska supercupen
- 2012 — Vinnare av Premjer-Liga
- 2015 — Vinnare av Premjer-Liga